# Herbert Barth
Herbert Barth (né le 18 janvier 1910 à Erfurt et mort en janvier 1998) est un musicologue allemand spécialiste de Richard Wagner.

## Vie et œuvre
Herbert Barth vient à Bayreuth après la fin de la Seconde Guerre mondiale. Il y organise en 1947 les Bayreuther Wochen für Neue Musik et fonde peu après l'Institut für Neue Musik, où ont lieu, à partir de 1948 les grand séminaires Die Neue Musik im Unterricht (la Nouvelle musique dans l’enseignement) et Jugend und Neue Musik  (Jeunesse et Nouvelle musique).
De 1952 à 1976 il est directeur du service de presse du Festival de Bayreuth. Il a été directeur du Festival international de la jeunesse et 1er président du Centre culturel de la jeunesse.

## Publications
- Herbert Barth, Internationale Wagner-Bibliographie: 1945-1956, Édition Musica, 1956 - 2e édition 1974, vi+ 56.
- Herbert Barth, Dietrich Mack et Egon Voss (éditeurs), Richard Wagner: Leben und Werk in zeitgenössischen Bildern und Dokumenten, Mayence, Munich et Zurich, Piper et Atlantis Musikbuch Verl., coll. « Serie Musik Piper.Schott », 1982 et 1998, 582 p. (ISBN 978-3492182324, BNF 37548083, SUDOC 116018569).
- Herbert Barth, Dietrich Mack et Wilhelm Rauh (éditeurs), Wagners Werk in Bayreuth : 1876-1976, Deutscher Taschenbuch Verlag, 1976, 280 p..
- Herbert Barth, Dietrich Mack et Wilhelm Rauh (éditeurs) (trad. Bernard Miailhe, préf. Pierre Boulez), Wagner : une étude documentaire, Paris, Gallimard, 1976, 255 p. (BNF 34701827, SUDOC 000577219).

## Distinctions
- 1980 : Ordre du Mérite de la République fédérale d'Allemagne
- 1980 : Anneau d'or de la ville Bayreuth
- 1985 : Médaille Chopin de l'Université de musique Frédéric-Chopin de Varsovie
- Médaille Franz-Liszt de Hongrie
- 1975 : Prix du rayonnement de la langue et de la littérature françaises de l'Académie française